# Qarqan

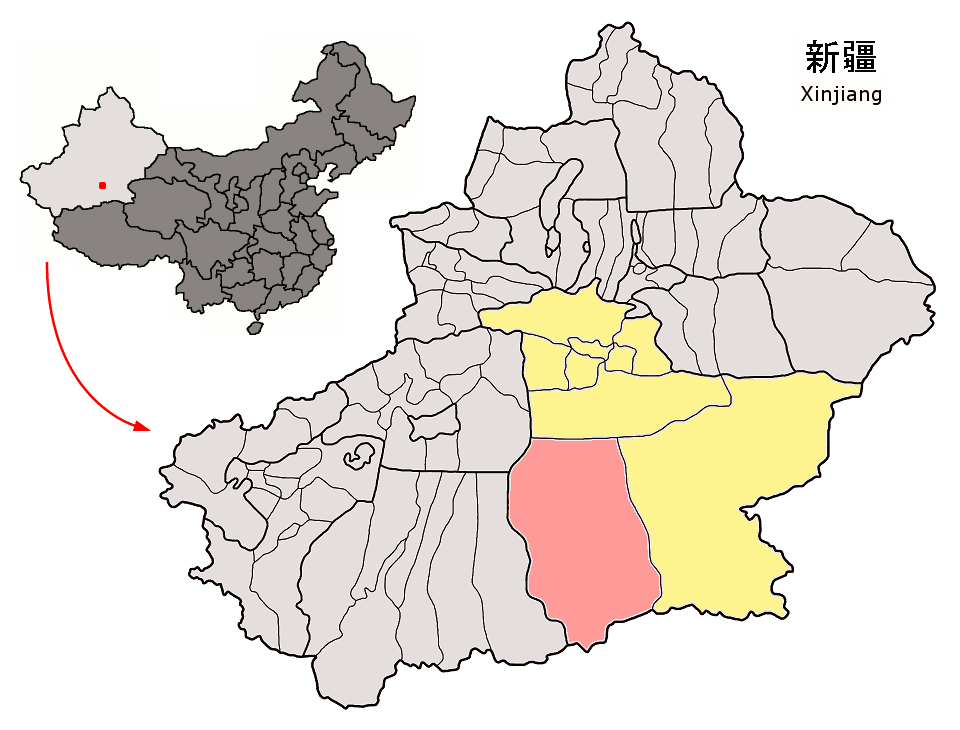
Lage von Qarqan (rosa) im Mongolischen Autonomen Bezirk Bayingolin (gelb)

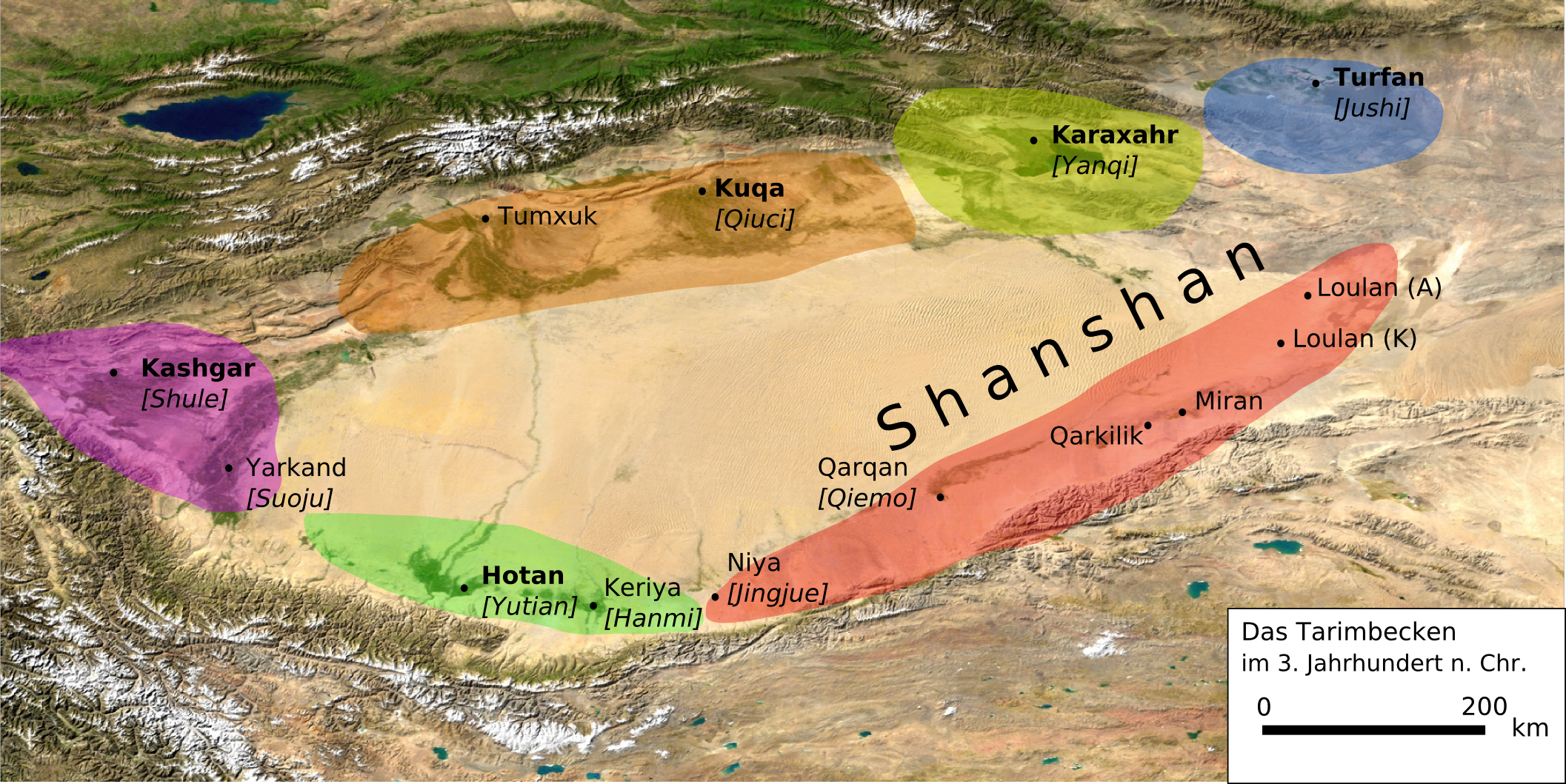
Qarqan im Tarimbecken des 3. Jahrhunderts n. Chr.

Qarqan, auch Cherchen oder  Qiemo (chinesisch 且末县, Pinyin Qiěmò, uigurisch چەرچەن Qərqən), ist ein Kreis des Mongolischen Autonomen Bezirks Bayingolin im mittleren Südosten des Uigurischen Autonomen Gebiets Xinjiang in der VR China. Die Fläche beträgt 138.680 Quadratkilometer und die Einwohnerzahl 65.572 (Stand: Zensus 2010). Sein Hauptort ist die Großgemeinde Qiemo (且末鎮).
Qarqan liegt zwischen Niya und Miran an der südlichen Route der Seidenstraße.
Die Zaghunluq-Gräber (chinesisch 扎滚鲁克古墓群, Pinyin Zhāgǔnlǔkè gǔmùqún) stehen seit 2001 auf der Liste der Denkmäler der Volksrepublik China (5-192). Einige der Tarim-Mumien wurden hier gefunden.

## Administrative Gliederung
Auf Gemeindeebene setzt sich der Kreis aus fünf Großgemeinden und acht Gemeinden zusammen. Diese sind (chin.):
- Großgemeinde Qiemo 且末镇
- Großgemeinde Tatirang 塔提让镇
- Großgemeinde Aqqan 阿羌镇
- Großgemeinde Tazhong 塔中镇
- Großgemeinde Oyyaylak 奥依亚依拉克镇
- Gemeinde Aral 阿热勒乡
- Gemeinde Qongkol 琼库勒乡
- Gemeinde Tograklik 托格拉克勒克乡
- Gemeinde Bagerik 巴格艾日克乡
- Gemeinde Yengiostang 英吾斯塘乡
- Gemeinde Aktikan Dong 阿克提坎墩乡
- Gemeinde Koxsatma 阔什萨特玛乡
- Gemeinde Koramlik 库拉木勒克乡